# Eliézio Santos
Eliézio Santos Santana (ur. 31 marca 1987) – brazylijski piłkarz występujący na pozycji obrońcy.

## Kariera piłkarska
Od 2005 do 2016 roku występował w Urawa Reds, Cruzeiro EC, FC Porto, União Leiria, Itumbiara, Democrata, América Teófilo Otoni, São José, Portimonense SC, Avenida, Pelotas, Vera Cruz, Nacional Manaus, URT, Sinop, Concórdia i Colo Colo.